# Un corpo da possedere
Un corpo da possedere (Hellé) è un film del 1972 diretto da Roger Vadim.

## Trama
Alta Savoia, 1951. In un villaggio di montagna vive una vedova, Hélène, con due figli, Julien e Fabrice. Hélène ha una relazione con François, un giovane insegnante che la tiene soggiogata con delle false promesse e intanto si è impossessato della sua automobile di lusso. Julien, il figlio maggiore, è un veterano della guerra d'Indocina. Il servizio militare lo ha devastato e adesso soffre di disturbi mentali; Fabrice, il figlio minore, studente in medicina, torna dalla città per le vacanze e si innamora di Hellé, una ingenua ragazza sordomuta che è facile preda di tutti gli uomini del villaggio. Fabrice cerca di insegnarle a parlare e la conduce con sé in una baita.
Le cose peggiorano quando, invidioso dei due innamorati, nella baita piomba Julien, che per ostacolare la loro relazione rivela a suo fratello che in realtà la ragazza è considerata da tutti in paese soltanto «un corpo da possedere» e anche lui approfitta della giovane usandole violenza. Julien, buttato fuori dalla baita da suo fratello sconvolto, si incammina verso casa in preda alla disperazione ma, lungo la strada, decide di farla finita buttandosi dalla cima della cascata di Saint-Benoît. 
La mattina dopo, Fabrice torna a casa con Hellé, ma lungo la strada vede sua madre sdraiata su un campo, depressa perché abbandonata dal suo amante. Fabrice chiede a Hellé di rintracciare François, ma Hellé si ferma alla chiesa dove ha conosciuto Fabrice e, sentendo debolmente suonare la campana, si ritrova felice scambiando il suono per quello del campanaccio di una mucca.